# The Masquerade (film, 1924)
Pour les articles homonymes, voir Masquerade.
Pour plus de détails, voir Fiche technique et Distribution.
The Masquerade (titre non traduit en français) est un film américain de Dave Fleischer sorti en 1924, mêlant dessin animé et scènes jouées par des acteurs en chair et en os. Le personnage animé de KoKo croise notamment Gloria Swanson dans une imitation de Charlie Chaplin.

## Fiche technique
- Réalisation : Dave Fleischer

## Distribution
- Gloria Swanson